# روبرتو روسيليني

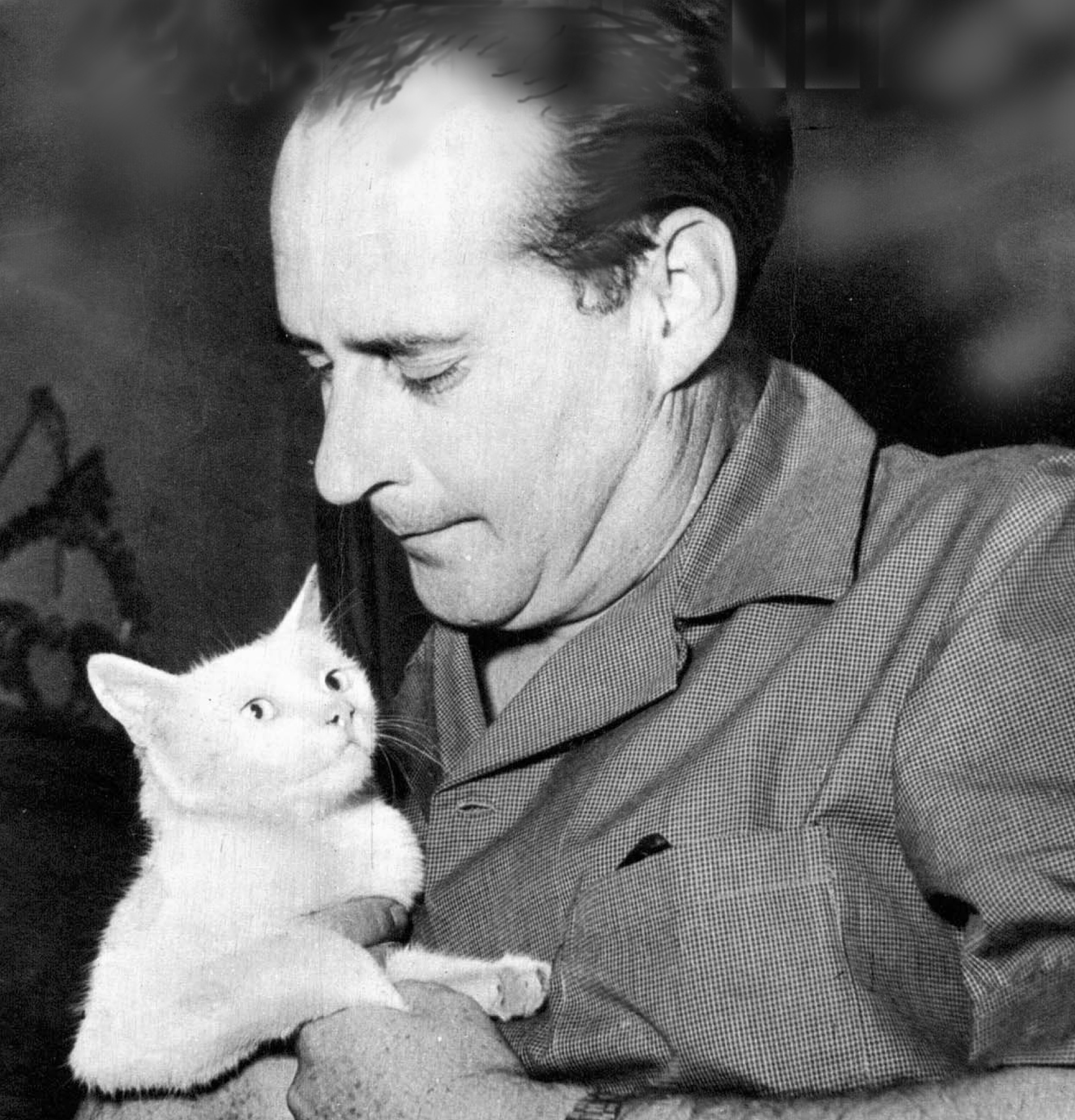

روبرتو روسيليني (بالإيطالية: Roberto Rossellini) ولد في 8 مايو عام 1906 وتوفى عام 3 يونيو 1977 وهو مخرج إيطالي ومن أهم المخرجين في السينما الإيطالية. يعتبر من مخرجي الواقعية الإيطالية الجديدة. أهم أفلامه روما مدينة مفتوحة عام 1945.

## حياته
ولد روبرتو روسيليني في روما وعاش في حي «ليديفيسى» حيث بنى بينيتو موسوليني أول فندق له عام 1922. وكان أبوه أول من بنى دار سينما في روما، حيث منح ابنه حب السينما. وبعد وفاة والده عمل في مجال السنيما في عدة وظائف.

## قائمة أفلامه
- خندق الملائكة (1937). كاتب سيناريو
- الطيار لوتشيانو سيرا (1938). مساعد مخرج

### أفلام قصيرة
1. دافني (1936)
2. ظهيرة فون (1937)
3. تيريزا النشيطة (1939)
4. البلطجي التركي (1939)
5. فنتازيا الغواص (1940)
6. فيضان نهر ريباسوتلي (1941)

### الأفلام الروائية
- ثلاثة أفلام دعائية لصالح الفاشية

1. السفينة البيضاء (1941)
2. عودة الطيار (1942)
3. رجل الصليب (1943)

- ثلاثية ما بعد الحرب العالمية الثانية

1. روما مدينة مستسلمة (1945)
2. ابن بلد (1946)
3. ألمانيا في السنة صفر (1948)

- أفلام مع الممثلة إنغريد برغمان (زوجته)

1. أرض الله (1950). إنتاج أمريكي إيطالي
2. الحب الكبير (1951)
3. رحلة في إيطاليا (1954)
4. خوف (1954). إنتاج ألماني إيطالي
5. جان دارك على الوتد (1954)

- رغبة (1946)
- حب (1948). بطولة آنا ماغناني وفيديريكو فليني
- الغازي (1949)

- أزهار فرنسيس الأسيزي (1950)
- الخطايا السبع (1952). فيلم فرنسي
- مكينة قتل الناس السيئين (1952). فيلم كوميدي
- أين الحرية؟ (1954)
- جنرال البلوط (1959). بطولة فيتوريو دي سيكا

- الهروب ليلا (1960)
- تحيا إيطاليا! (1961)
- فانينا فانيني (1961). مقتبس عن رواية لستندال
- الروح السوداء (1962). بطولة فيتوريو غاسمان

- أفلام سيرة

1. استيلاء لويس الرابع عشر على السلطة (1966). فيلم فرنسي
2. أوغسطينوس (1972)
3. السنة واحد (1974). عن لتشيدي دي غاسبيري
4. ديكارت (1974)
5. المسيح (1975)

### أفلام وثائقية
1. الهند: الأرض الأم (1959)
2. جامعة رايس (1971)
3. مقابلة مع سلفادور أليندي (1971)
4. ميكيلانجيلو (1977)
5. مركز جورج بومبيدو (1977)

## روابط خارجية
- روبرتو روسيليني على موقع IMDb (الإنجليزية)
- روبرتو روسيليني على موقع الموسوعة البريطانية (الإنجليزية)
- روبرتو روسيليني على موقع مونزينجر (الألمانية)
- روبرتو روسيليني على موقع ألو سيني (الفرنسية)
- روبرتو روسيليني على موقع تيرنر كلاسيك موفيز (الإنجليزية)
- روبرتو روسيليني على موقع أول موفي (الإنجليزية)
- روبرتو روسيليني على موقع قاعدة بيانات الأفلام السويدية (السويدية)
- روبرتو روسيليني على موقع إن إن دي بي (الإنجليزية)
- روبرتو روسيليني على موقع قاعدة بيانات الفيلم (الإنجليزية)
- روبرتو روسيليني على موقع كينوبويسك (الروسية)